# Gabú
Gabú (bis 1974 Nova Lamego) ist die größte Stadt im Osten von Guinea-Bissau und die Hauptstadt der Region Gabú. Sie hat 41.612 Einwohner.
Gabú ist Sitz des gleichnamigen Verwaltungssektors mit einer Fläche von 2123 km² und 41.612 Einwohnern (Stand 2009).

## Geschichte
Um 1200 wanderten Mandinka in die Region ein. Ihr hier entstehendes Kaabu-Reich blieb dem Malireich tributpflichtig, bis es sich 1537 für unabhängig erklärte. Kansalá, rund 27 Kilometer nördlich der heutigen Stadt Gabú gelegen, wurde seine Hauptstadt.
Das Kaabu-Reich betrieb Handel mit den Portugiesen, die seit 1588 in Cacheu eine erste Handelsniederlassung betrieben. Kaabu lieferte den Portugiesen insbesondere Sklaven und tauschte dafür u. a. moderne Schusswaffen ein.
Das danach stetig stärker aufbegehrende Fulbe-Reich Fouta Djallon konnte Kaabu in der Schlacht von Kansalá am 19. Mai 1864 empfindlich schlagen und weitete seine Kontrolle der Region danach aus. 1867 vernichteten sie Kaabu mit einem Sturmangriff auf Kansalá, das mit vielen Opfer auf beiden Seiten in einem Großfeuer unterging.
Ab dem 17. Jahrhundert nahmen die Portugiesen zunehmend auch das Hinterland ihrer Kolonie in Besitz, 1915 unterwarfen sie die letzten unabhängigen Stämme. In den 1930er und 1940er Jahren bauten die Portugiesen die Handelsstadt Gabú auch zu einer Verwaltungsstadt aus.
Bis zur Unabhängigkeit Guinea-Bissaus 1974 trug die Stadt den kolonialen Ortsnamen Nova Lamego.

## Einwohner
Die Stadt Gabú hat 41.612 Einwohner, nach Daten der Volkszählung 2009. In der Stadt leben heute hauptsächlich muslimische Fulbe.

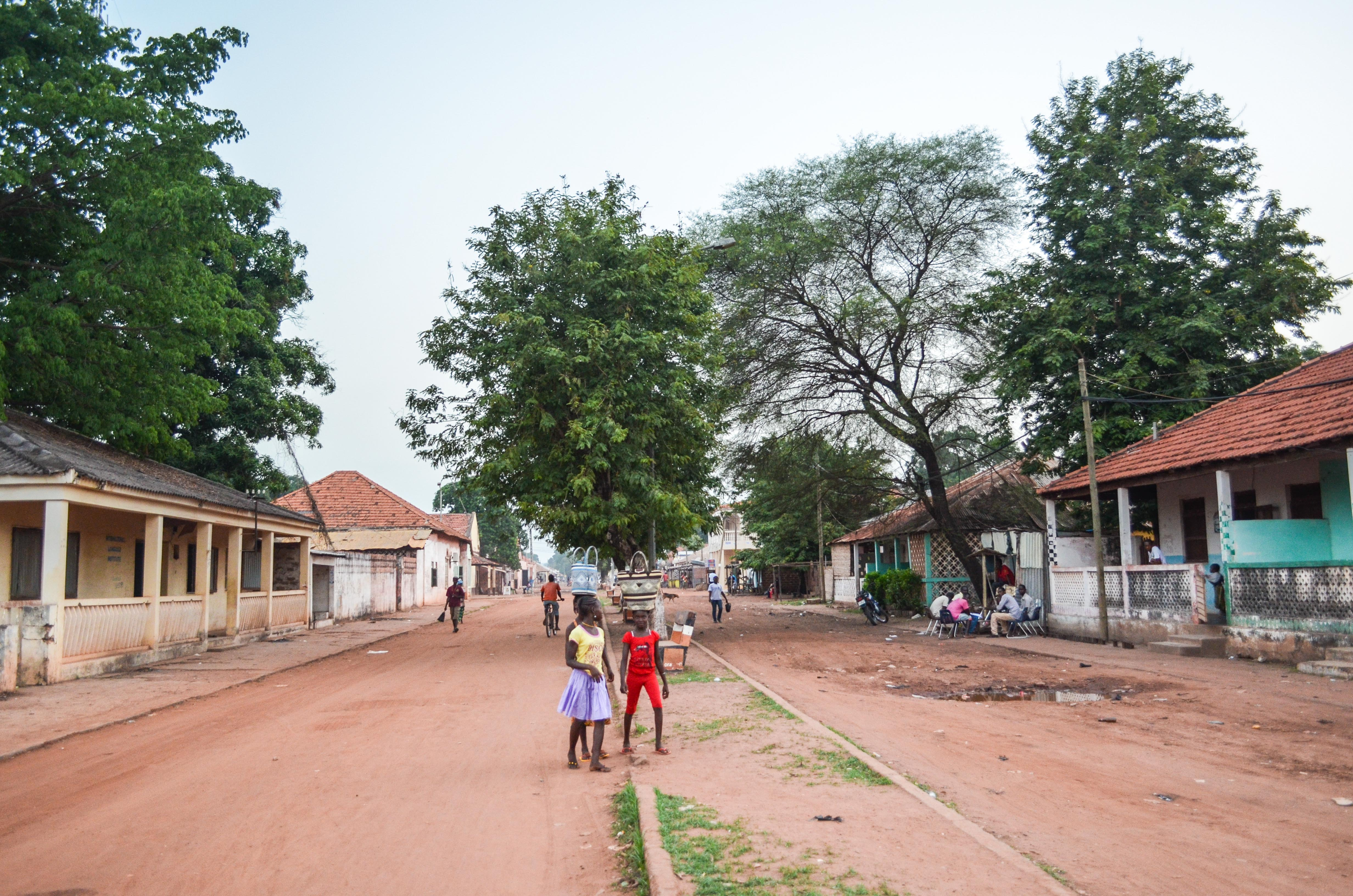
Im historischen Stadtzentrum Gabús: die Stadt hat vergleichsweise wenig Kolonialbauten zu bieten

## Gliederung
Der Sektor Gabú umfasst 188 Ortschaften, überwiegend ländliche Dörfer (Tabancas).
Die Sektorhauptstadt Gabú ist in 17 Ortsteile (Bairros) gegliedert. Zu den wichtigsten Orten im Sektor zählen außerdem:
- Bambadinca (nicht die Stadt des gleichnamigen Sektors)
- Banje
- Canhaque
- Canjadude
- Carabel
- Coiada
- Gataba Afia
- Huda
- Sintchã Tombo
- Sumacunda

## Kultur und Sehenswürdigkeiten
Das Kunsthandwerk Gabús ist landesweit bekannt, wird heute jedoch kaum noch betrieben.
Aus kolonialer Zeit sind hier nur wenig Bauten zu sehen, darunter die Kirche der Stadt.
Am Rande Gabús sind mit den Grutas de Nhampassaré sehenswerte Felsformationen zu besuchen. Dort existieren zudem die namensgebenden Höhlen, die Spuren der vorzeitlichen menschlichen Besiedlung zeigen, insbesondere Felsgravuren.

## Wirtschaft und Verkehr

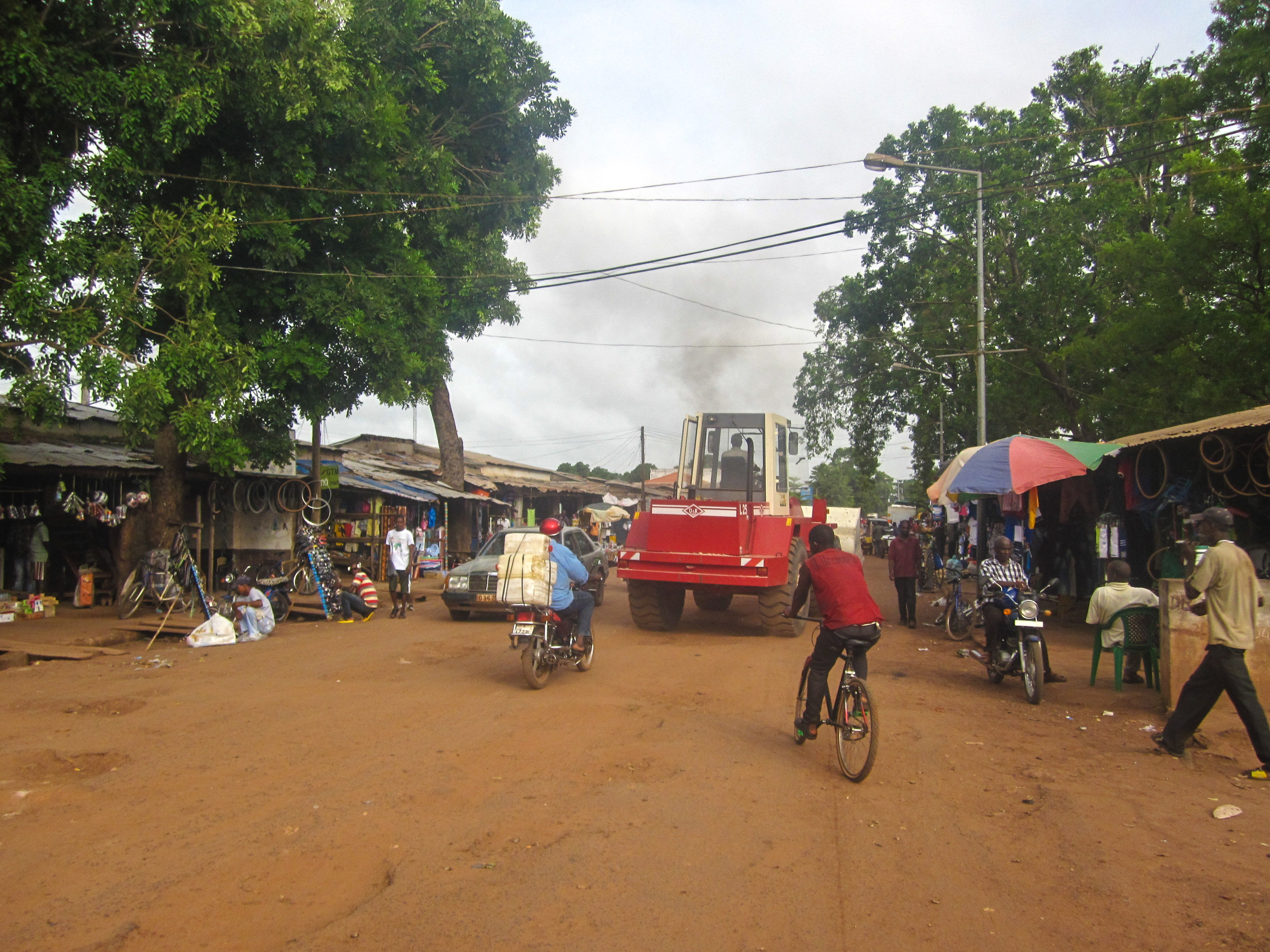
Von Verkaufsständen dominierte, nicht asphaltierte Innenstadtstraße in Gabú

Gabú liegt in der trockensten Gegend des ansonsten sehr feuchten Guinea-Bissaus, wenngleich einige Waldgebiete hier existieren. In den Savannen der Region treiben vor allem die Fulbe Weidewirtschaft. Landwirtschaft und vor allem der Handel mit den Nachbarländern Senegal und Guinea-Conakry sind die weiteren Stützpfeiler Gabús. Die Stadt gilt nach der Hauptstadt Bissau heute als größter Handelsort im Land.
Im Gegensatz zum restlichen Guinea-Bissau sind hier Esel als Transport- und Arbeitstiere weit verbreitet.
Gabú ist über eine asphaltierte, vergleichsweise gute Überlandstraße von der 263 km entfernten Hauptstadt Bissau aus zu erreichen. In der Stadt selbst sind kaum asphaltierte Straßen vorhanden.
Die Stadt verfügt über einen Flugplatz mit dem ICAO-Code GGGB.

## Persönlichkeiten
- Barros Bacar Banjai (* 1960), Ingenieur, Bodenschätzeminister in der Regierung Embaló
- Talata Embalo (* 1963), olympischer Ringer
- Viriato Soares Cassamá (* 1970), Ingenieur, Umweltminister in der Regierung Nuno Nabiam